# Karson Kuhlman
Karson Kuhlman (né le 26 septembre 1995 à Esko dans l'État du Minnesota aux États-Unis) est un joueur professionnel américain de hockey sur glace. Il évolue au poste de centre. 

## Biographie

### Carrière en club
Après avoir été ignoré au repêchage d'entrée dans la LNH et remporté un championnat de la NCAA avec les Bulldogs de Minnesota-Duluth, il signe un contrat d'entrée de 2 ans avec les Bruins de Boston, le 11 avril 2018. Il obtient aussitôt un essai amateur valide pour la fin de la saison 2017-2018 avec les Bruins de Providence dans la LAH. 
Après avoir pris part au camp d'entraînement des Bruins à l'aube de la 2018-2019, il est assigné à Providence pour débuter la saison. Il est rappelé pour la première fois par Boston, le 14 février 2019, à la suite d'une blessure à David Pastrnak. Il dispute son premier match dans la LNH, le 17 février, face aux Kings de Los Angeles. Le 19 février, à son 2e match avec les Bruins, il marque son premier but en carrière dans la LNH contre les Sharks de San José.
Le 15 avril 2019, il inscrit son premier point en séries éliminatoires avec une aide sur le but de David Krejci dans une défaite des Bruins face aux Maple Leafs de Toronto. Le 9 juin, il marque son premier but dans les séries contre les Blues de Saint-Louis lors du 6e match de la Finale de la Coupe Stanley.
En 2021-2022, il joue 19 matchs avec Boston avant d'être soumis au ballottage par l'équipe. Le 18 janvier 2022, il est réclamé par le Kraken de Seattle.
En 2022-2023, il joue ses 14 premiers matchs de la saison avec le Kraken de Seattle mais termine la saison avec les Jets de Winnipeg. Le 5 juillet 2023, les Islanders de New York octroient un contrat d'un an à deux volets à l'attaquant. Selon l'entente, il gagnera un salaire de 775 000$ s'il joue dans la LNH. 

## Statistiques
| Saison     | Équipe                       | Ligue      |     | Saison régulière | Saison régulière | Saison régulière | Saison régulière | Saison régulière |   | Séries éliminatoires | Séries éliminatoires | Séries éliminatoires | Séries éliminatoires | Séries éliminatoires |
| Saison     | Équipe                       | Ligue      | PJ  | B                | A                | Pts              | Pun              | PJ               | B | A                    | Pts                  | Pun                  |                      |                      |
| 2010-2011  | Cloquet High                 | USHS       | 25  | 16               | 34               | 50               | 6                | 2                | 1 | 1                    | 2                    | 2                    |                      |                      |
| 2011-2012  | Cloquet High                 | USHS       | 25  | 27               | 27               | 54               | 0                | 1                | 0 | 1                    | 1                    | 0                    |                      |                      |
| 2011-2012  | Fighting Saints de Dubuque   | USHL       | 5   | 0                | 4                | 4                | 0                | -                | - | -                    | -                    | -                    |                      |                      |
| 2012-2013  | Cloquet High                 | USHS       | 25  | 25               | 22               | 47               | 6                | 2                | 2 | 2                    | 4                    | 0                    |                      |                      |
| 2012-2013  | Fighting Saints de Dubuque   | USHL       | 16  | 1                | 8                | 9                | 0                | 11               | 4 | 2                    | 6                    | 2                    |                      |                      |
| 2013-2014  | Fighting Saints de Dubuque   | USHL       | 56  | 25               | 19               | 44               | 12               | 7                | 1 | 2                    | 3                    | 5                    |                      |                      |
| 2014-2015  | Bulldogs de Minnesota-Duluth | NCHC       | 40  | 8                | 10               | 18               | 8                | -                | - | -                    | -                    | -                    |                      |                      |
| 2015-2016  | Bulldogs de Minnesota-Duluth | NCHC       | 40  | 12               | 8                | 20               | 10               | -                | - | -                    | -                    | -                    |                      |                      |
| 2016-2017  | Bulldogs de Minnesota-Duluth | NCHC       | 42  | 6                | 16               | 22               | 11               | -                | - | -                    | -                    | -                    |                      |                      |
| 2017-2018  | Bulldogs de Minnesota-Duluth | NCHC       | 44  | 13               | 7                | 20               | 18               | -                | - | -                    | -                    | -                    |                      |                      |
| 2017-2018  | Bruins de Providence         | LAH        | 2   | 0                | 1                | 1                | 2                | 1                | 0 | 1                    | 1                    | 0                    |                      |                      |
| 2018-2019  | Bruins de Providence         | LAH        | 58  | 12               | 18               | 30               | 8                | -                | - | -                    | -                    | -                    |                      |                      |
| 2018-2019  | Bruins de Boston             | LNH        | 11  | 3                | 2                | 5                | 2                | 8                | 1 | 2                    | 3                    | 0                    |                      |                      |
| 2019-2020  | Bruins de Boston             | LNH        | 25  | 1                | 5                | 6                | 13               | 5                | 0 | 0                    | 0                    | 0                    |                      |                      |
| 2019-2020  | Bruins de Providence         | LAH        | 9   | 4                | 1                | 5                | 0                | -                | - | -                    | -                    | -                    |                      |                      |
| 2020-2021  | Bruins de Boston             | LNH        | 20  | 2                | 0                | 2                | 0                | 3                | 0 | 1                    | 1                    | 2                    |                      |                      |
| 2020-2021  | Bruins de Providence         | LAH        | 5   | 3                | 0                | 3                | 2                | -                | - | -                    | -                    | -                    |                      |                      |
| 2021-2022  | Bruins de Boston             | LNH        | 19  | 1                | 1                | 2                | 0                | -                | - | -                    | -                    | -                    |                      |                      |
| 2021-2022  | Kraken de Seattle            | LNH        | 25  | 2                | 6                | 8                | 6                | -                | - | -                    | -                    | -                    |                      |                      |
| 2022-2023  | Kraken de Seattle            | LNH        | 14  | 1                | 2                | 3                | 0                | -                | - | -                    | -                    | -                    |                      |                      |
| 2022-2023  | Jets de Winnipeg             | LNH        | 33  | 2                | 2                | 4                | 8                | 1                | 0 | 0                    | 0                    | 2                    |                      |                      |
| Totaux LNH | Totaux LNH                   | Totaux LNH | 147 | 12               | 18               | 30               | 29               | 17               | 1 | 3                    | 4                    | 4                    |                      |                      |

### En équipe nationale
| Année | Équipe         | Compétition                  |    | PJ | B | A | Pts | Pun      |  | Résultat |
| 2012  | États-Unis U18 | Ivan Hlinka Memorial -18 ans | 4  | 0  | 0 | 0 | 0   | 7e place |  |          |
| 2022  | États-Unis     | Championnat du monde         | 10 | 2  | 2 | 4 | 2   | 4e place |  |          |

## Trophées et honneurs personnels

### USHL
- 2012-2013 : champion de la Coupe Clark.
- 2013-2014 : participe au Match des étoiles.

### NCHC
- 2017-2018 : joueur avec le meilleur esprit sportif.

### NCAA
- 2018 : 
  - nommé dans l'équipe du tournoi.
  - joueur par excellence du tournoi.
  - champion du tournoi.